# Crocifissione (Grünewald)
La Crocifissione di Matthias Grünewald costituisce uno dei pannelli centrali dell'Altare di Isenheim conservato nel Musée d'Unterlinden a Colmar.

## Il dipinto
Il polittico fu dipinto e scolpito fra 1512 e 1516. Con le portelle chiuse, si osserva la scena di Gesù Cristo, morto in Croce, fra il Discepolo che Gesù amava, identificato dalla tradizione con San Giovanni Evangelista, Maria Vergine, Maria Maddalena e San Giovanni Battista. Una croce di legno ricavata da un albero rozzamente tagliato, mostra il suo braccio orizzontale che si flette per reggere il corpo imponente di un uomo martoriato in ogni brandello di carne; un uomo ucciso,  ritratto dopo l'estremo spasimo della morte. Le mani inchiodate alla croce, paiono ancora contorcersi convulsamente, le braccia si stendono disarticolate ben al di sopra del capo reclinato sul petto, coperto da un'impressionante corona di spine; la bocca sfatta dal dolore pare ormai aver tratto l'ultimo respiro.

Tutto il corpo è livido per le infinite percosse subite, mentre le carni ferite paiono già assalite da una putredine  cadaverica; le ginocchia si torcono assieme ai polpacci; i piedi si accavallano trafitti da un enorme chiodo che ha tratto dal corpo gli ultimi rivoli di sangue.
Matthias Grünewald dipinge in questi termini la "bestemmia" della morte dell'Uomo-Dio, e sulla scena di quest'orrendo macello si avverte l'angoscia soprannaturale insita nel mistero doloroso.

Ernst Gombrich commenta in questi termini la scena:

«Come un predicatore della Passione, Grünewald non risparmiò nulla pur di esprimere gli orrori della crudele agonia: il corpo moribondo di Cristo è deformato dalla tortura della croce; le spine dei flagelli penetrano nelle ferite suppuranti che ricoprono l'intera figura. Il sangue rosso scuro contrasta nettamente con il verde smorto della carne. Cristo crocifisso esprime il significato della sua sofferenza attraverso le fattezze ed il gesto commovente delle mani.»
Ad un lato della croce vediamo una Madonna, con il velo ed una bianca veste monacale, dal viso che appare bellissimo nel pallore dello sfinimento, quasi come un fantasma. Ha ancora la forza di torcersi le mani, quasi a farsi male, mentre un San Giovanni vestito in rosso- che nel taglio dei capelli e nei tratti del volto ha l'aria di un giovane studente tedesco - la sorregge pietosamente.

Una minuta Maddalena, nel suo ampio manto color rosa, si contorce nel cordoglio tendendo le mani giunte verso la croce. Deposto ogni segno di avvenenza, invecchiata, anzi, dallo strazio, Maddalena si tende come un arco, con il corpo e con le braccia, e guarda angosciata, attraverso il velo che le cala sugli occhi, il corpo martoriato di Cristo.
Sull'altro lato della croce, con insolita iconografia, troviamo la figura di Giovanni il Battista nella sua rozza veste di pelo di cammello; ha statura elevata, i capelli a zazzera ed una barba incolta; tiene in mano le Scritture e, con un indice smisurato, addita didatticamente la figura del Cristo. Ai suoi piedi l'Agnello di Dio (simbolo di quel Gesù che egli ha battezzato) ha il petto ferito ed una coppa raccoglie il fiotto di sangue che ne esce. Alle spalle del Battista, nel buio della penombra che avvolge l'angosciante silenzio della scena, leggiamo la scritta Illum oportet crescere, me autem minui ("Egli deve crescere e io invece diminuire"), tratta dal Vangelo secondo Giovanni (3, 30), ove  il Battista dichiara di essere stato mandato ad annunciare Gesù Cristo.
Il paesaggio, che si dispiega oltre il patibolo in un crepuscolo di morte, le tenebre che avvolsero la morte di Cristo secondo il Vangelo di Matteo,  lascia scorgere le acque stagnanti di un fiume, come se anche la natura si fosse raggrumata e divenuta marcescente assieme al sangue ed alla carne dell'Uomo-Dio.
Verrebbe da dire che la raffigurazione del martirio tocchi in quest'opera di Grünewald la sua acme esistenziale (come se attraverso il pittore tedesco si aprisse la strada che porterà all'Urlo di Munch); ma non c'è un solo passaggio della tavola (a cominciare dall'imponente presenza del Battista) che non abbia anche un significato teologico, studiato a tavolino con il committente, l'abate Guido Guersi, con un intento didattico che si rivolge ai malati che il monastero di Isenheim ospitava.

Osserva lo scrittore francese Joris-Karl Huysmans che:

"Quel Cristo spaventoso, morente sull'altare dell'ospizio d'Isenheim sembra fatto a immagine dei colpiti dal fuoco sacro che lo pregavano, e si consolavano al pensiero che il Dio che imploravano avesse provato i loro stessi tormenti, e che si fosse incarnato in una forma ripugnante quanto la loro, e si sentivano meno sventurati e meno spregevoli".

## Particolari del dipinto

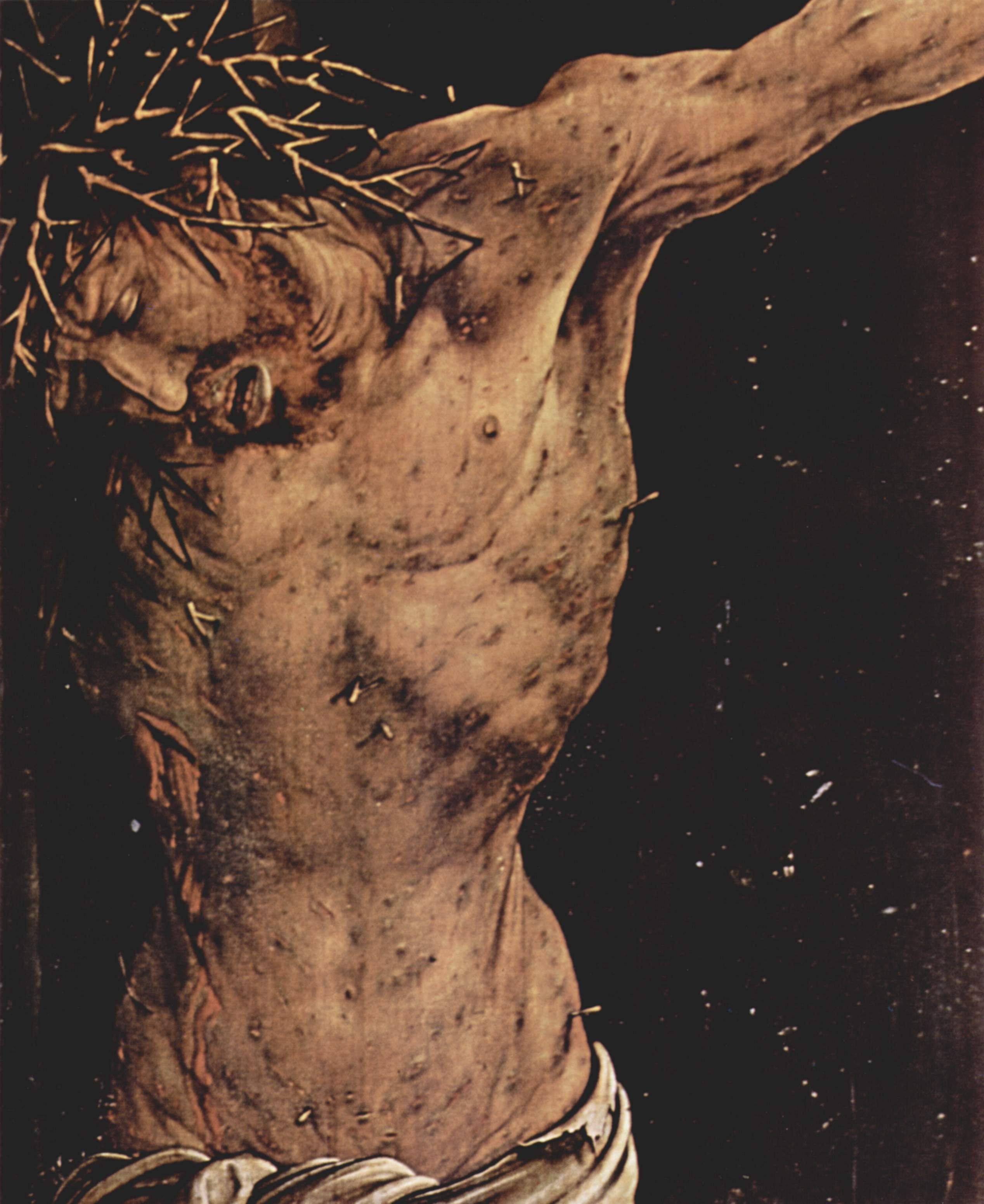
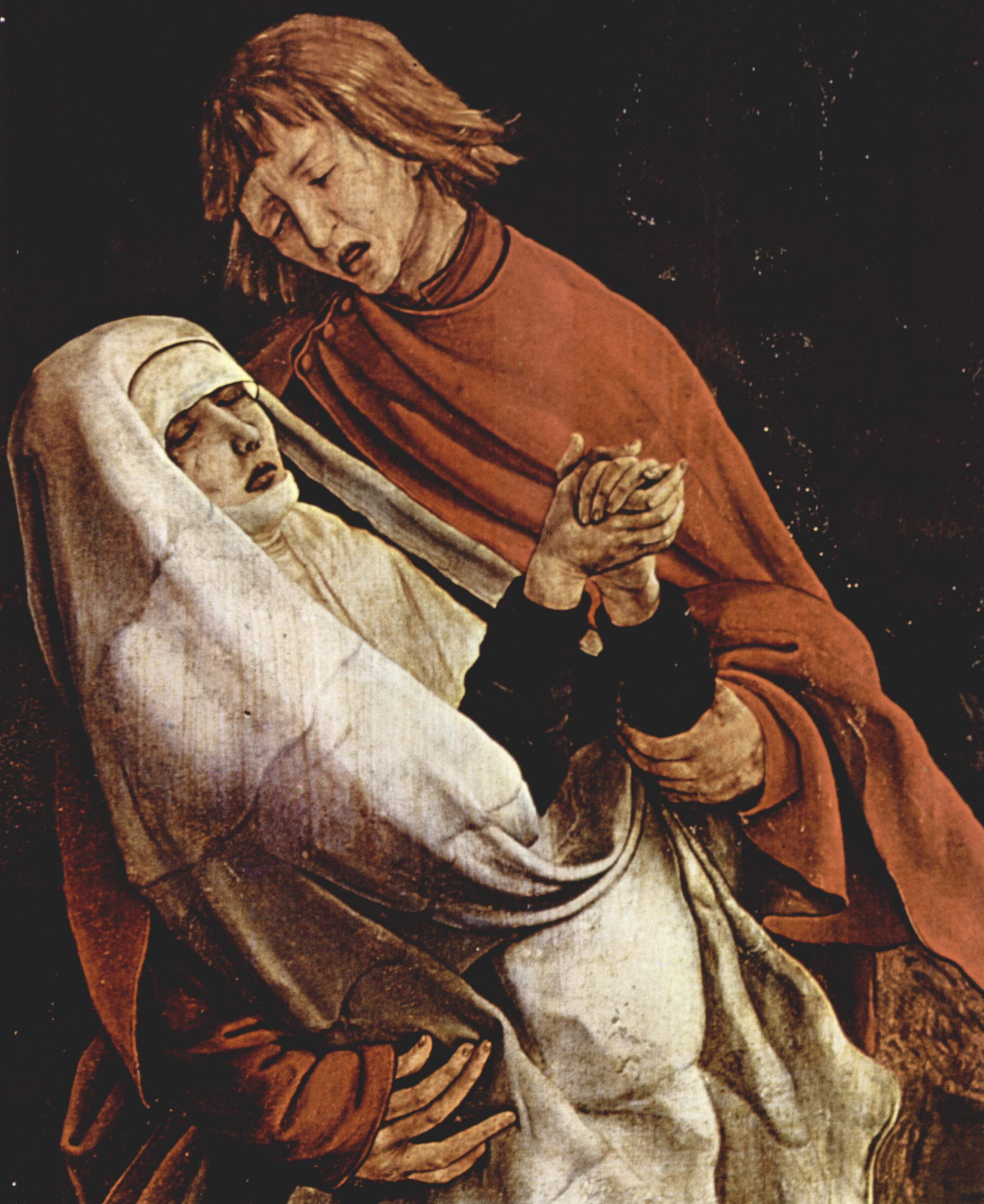
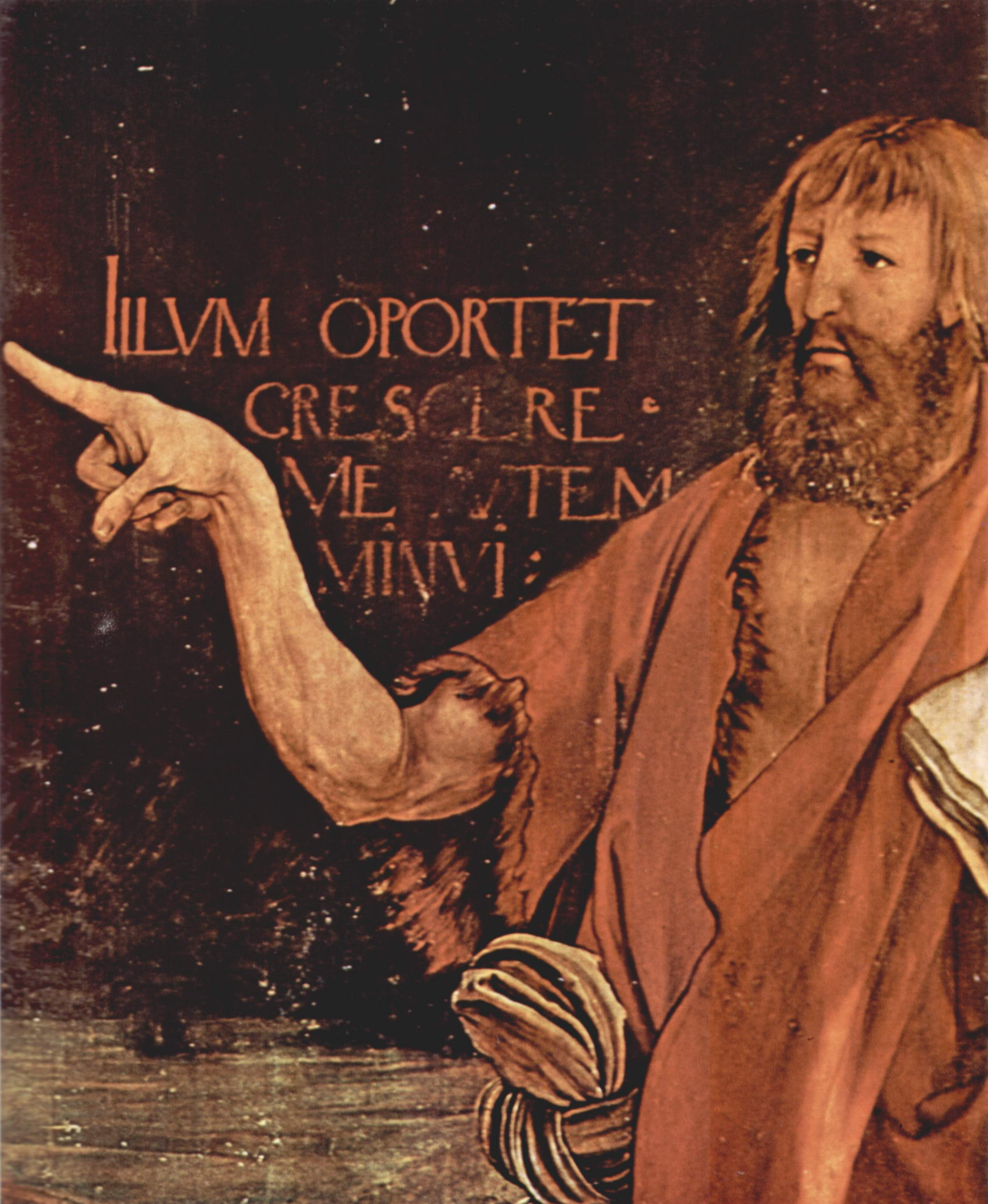
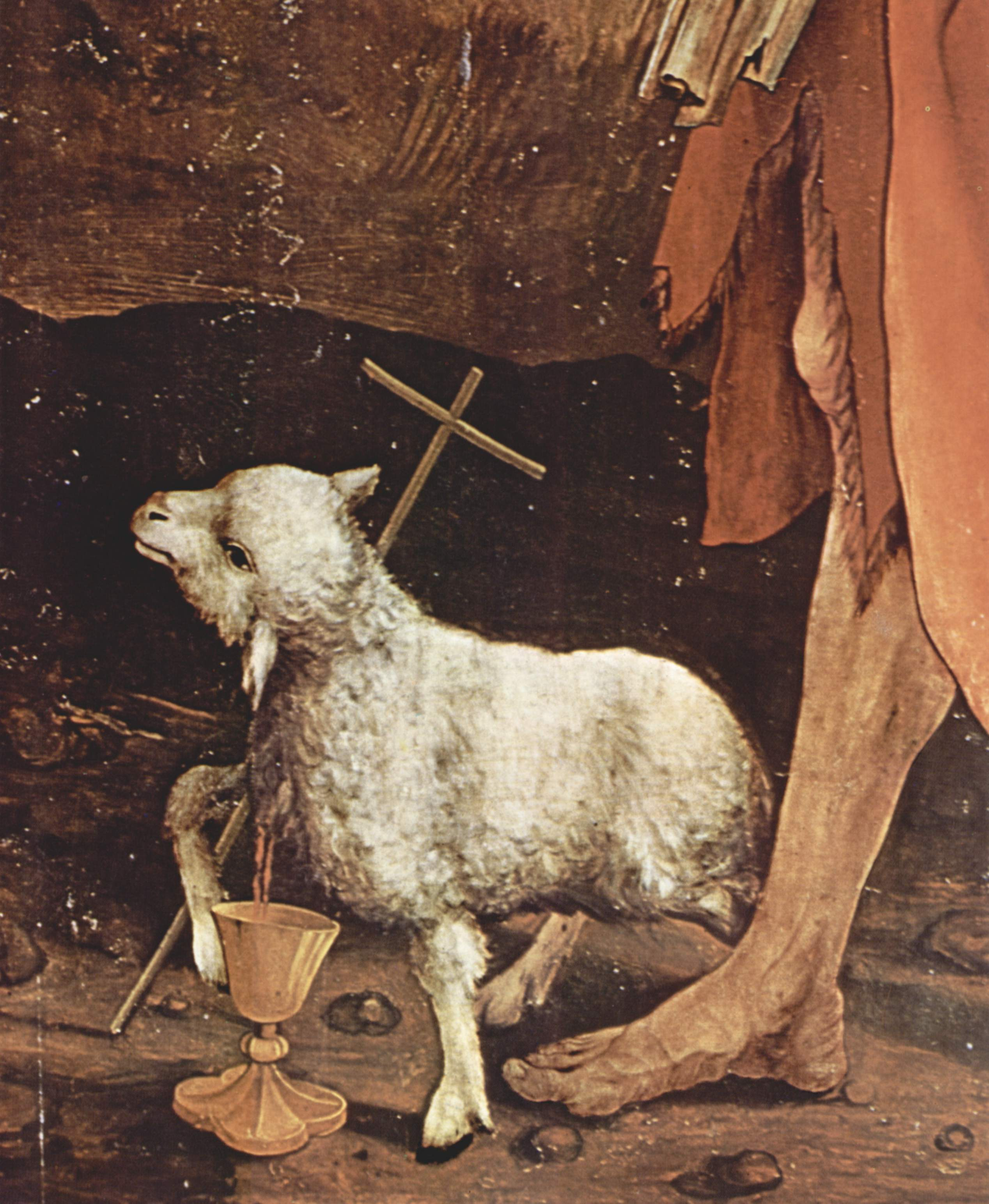
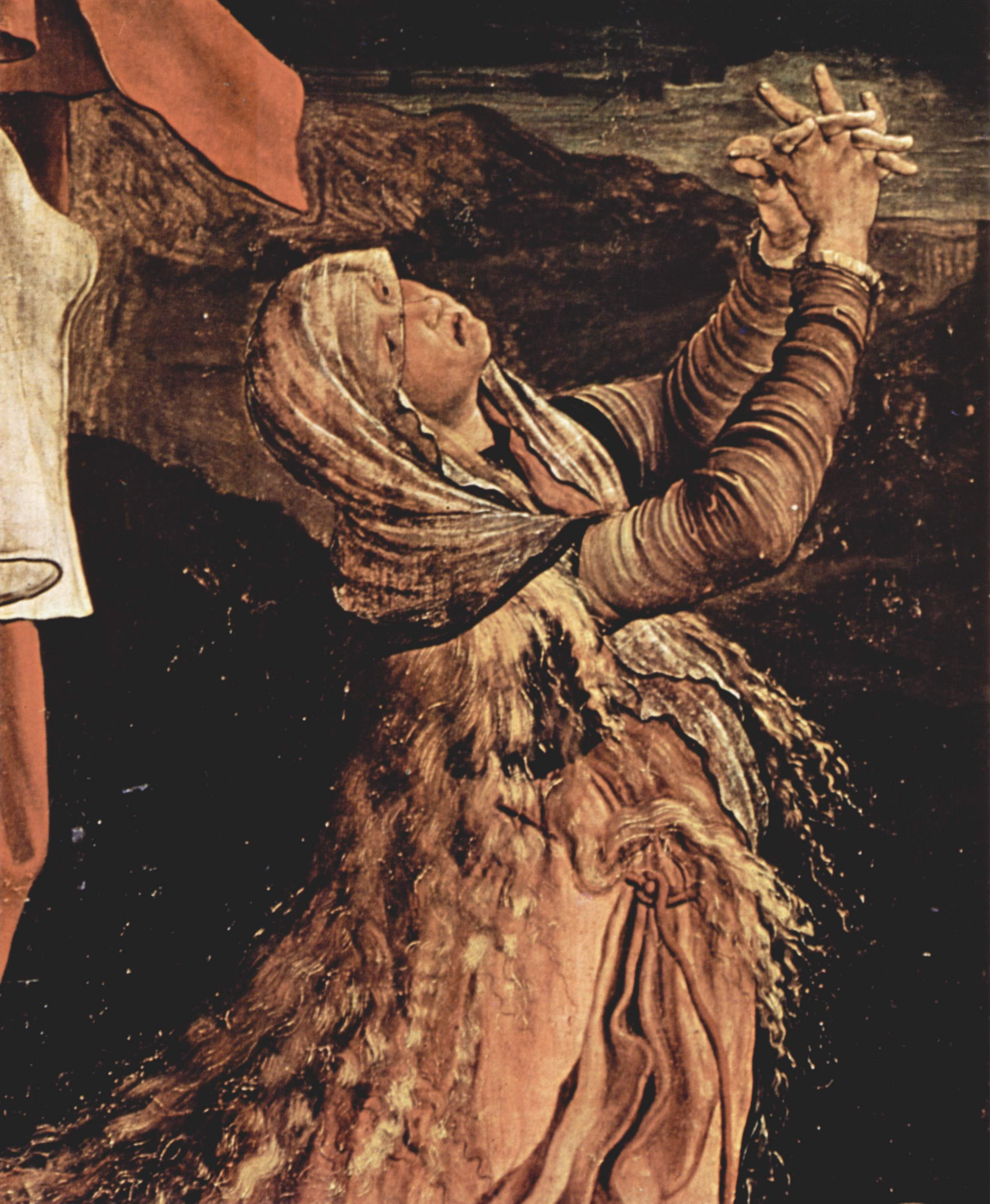